# Tootsi (stacja kolejowa)
Tootsi – stacja kolejowa w miejscowości Elbi, w prowincji Parnawa, w Estonii. Położona jest na linii Tallinn – Parnawa.
Nazwa pochodzi od pobliskiej miejscowości Tootsi. Od 8 grudnia 2018 wstrzymany jest ruch pasażerski na linii.

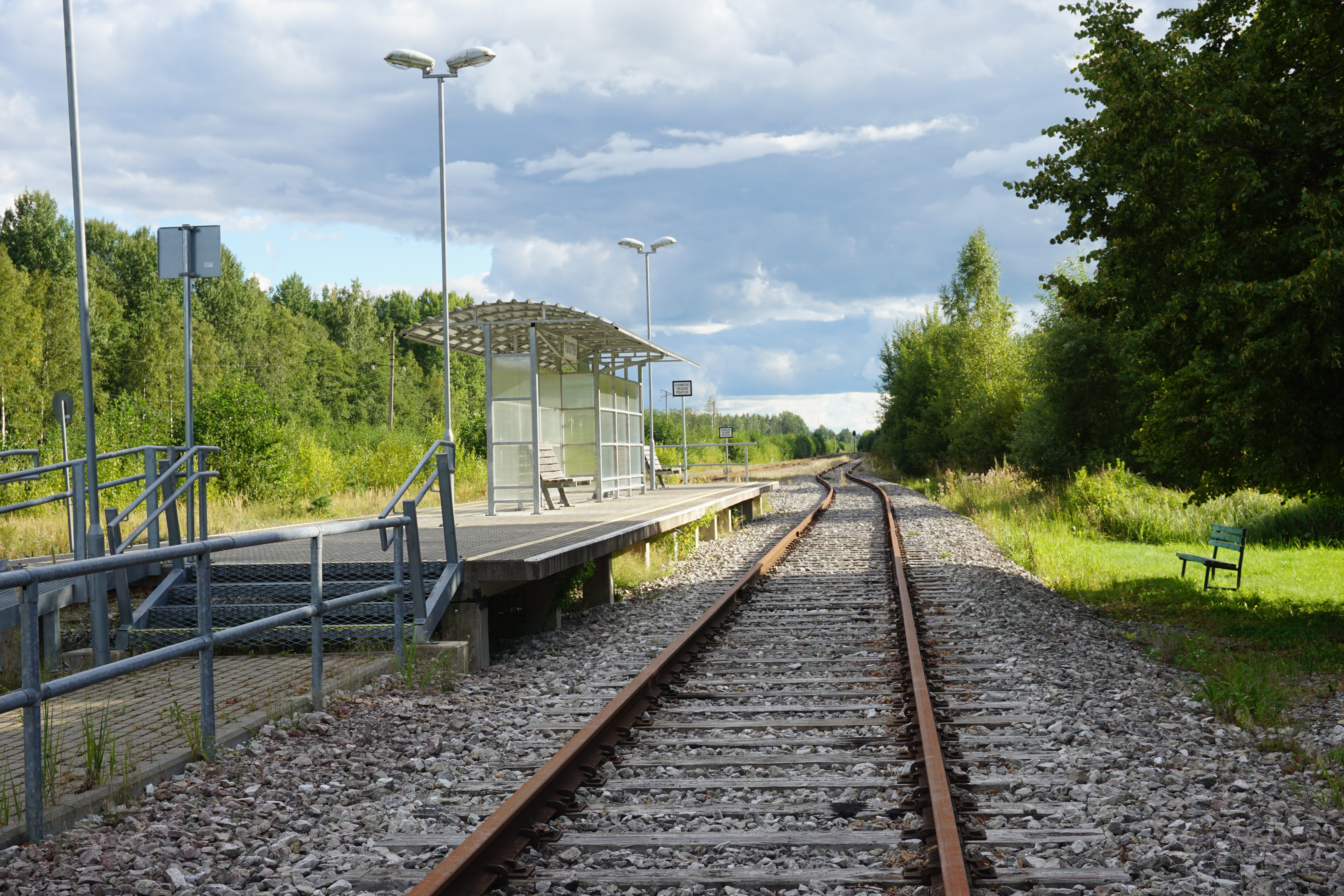
peron; widok w stronę Parnawy